# Запашный, Вальтер Михайлович

Могила Запашного на Троекуровском кладбище Москвы

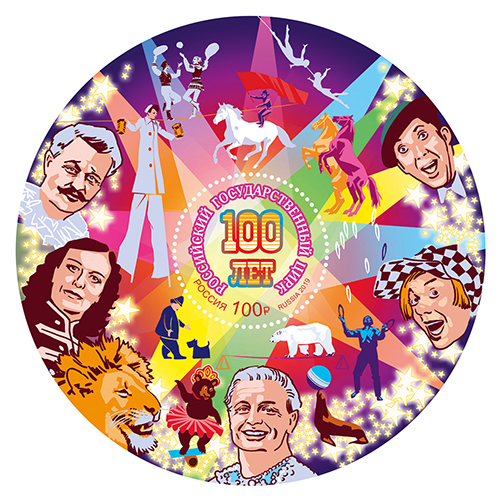
Вальтер Запашный (внизу) на почтовом блоке России 2019 года, посвящённом 100-летию Российского государственного цирка

Ва́льтер Миха́йлович Запа́шный (2 апреля 1928, Москва — 27 августа 2007, там же) — советский и российский артист цирка — дрессировщик хищных животных. Народный артист РСФСР (14 октября 1988). Вместе с братьями Мстиславом и Игорем участвовал в создании цирковой группы «Братья Запашные».

## Биография
В. Запашный родился 2 апреля 1928 года в Москве. Принадлежит к цирковой династии укротителей, вольтижёров, акробатов, гимнастов, клоунов, которая ведёт своё начало с 1882 года.
Его отец, Михаил Сергеевич Запашный, пришёл в цирковые артисты «с улицы». Матерью Вальтера была цирковая артистка Лидия Карловна Томпсон, дочь знаменитого клоуна и эксцентрика Карла Томпсона, который выступал в России под именем Мильтон.
Своих детей Михаил  Запашный хотел оградить от цирковой судьбы скитальцев и надеялся, что мальчики получат приличное образование и прекратят скитаться по миру с цирком. Он даже не брал детей с собой на гастроли, несмотря на традиции цирковой жизни, они жили в Ленинграде. В 1944 году Мстислав и Игорь приехали к матери в Саратов. Мальчики начали работать в цирке из-за материальных затруднений. Первый акробатический номер шестнадцатилетний Вальтер и шестилетний Мстислав вместе с матерью представили на арене Саратовского цирка.
Так появилась цирковая группа «Братья Запашные».
Они занимались разными жанрами: джигитовка, акробатика и дрессура.
Переломными в судьбе Вальтера стали шестидесятые годы, когда он стал работать с животными. В этом деле Вальтер Запашный достиг совершенства: ему удалось вывести одновременно на арену 38 хищников, он впервые на манеже оседлал льва.
В отличие от своего отца, Вальтер Запашный с детства готовил своих детей к цирковой карьере. Марица Запашная, Эдгард и Аскольд Запашные продолжили династию и дело знаменитого дрессировщика. Он ушёл с манежа в семьдесят лет, но до конца своих дней был художественным руководителем группы  «Братья Запашные».
Скончался 27 августа 2007 года в Москве на 80-м году жизни. Похоронен на Троекуровском кладбище в Москве.

## Награды и почётные звания
- Орден «Знак Почёта» (9 октября 1958 года) — за большие заслуги в области советского циркового искусства[1]
- Лауреат Всесоюзного конкурса циркового искусства (1964 год)
- Заслуженный артист РСФСР (30 сентября 1969 года)
- Народный артист РСФСР (14 октября 1988 года)
- Орден Почёта (15 апреля 1998 года) — за заслуги перед государством, многолетний добросовестный труд и большой вклад в укрепление дружбы и сотрудничества между народами[2]
- Почётная грамота Правительства Российской Федерации (15 мая 1998 года) — за большой личный вклад в развитие отечественного циркового искусства и многолетний добросовестный труд[3]
- Благодарность Президента Российской Федерации (22 марта 2003 года) — за большие заслуги в развитии циркового искусства[4].